# Фестър Пусикет
„Фестър Пусикет“ е американска глем метъл група от Лос Анджелис, Калифорния, сформирана през 1986 година. Групата има най-голям успех в края на 80-те години с едноименния си дебютен албум от 1987 и достигналия златен статус албум от 1989 Wake Me When It's Over.

## История

### Корените на Faster Pussycat (1986 – 1987)
Faster Pussycat се формира в Холивуд от Taime Downe по време на глем метъл бума през 80-те. Най-ранната версия на групата включва Downe, Greg Steele и Brent Muscat. Името на групата „Faster Pussycat“ е вдъхновено от филма на Russ Meyer „Faster, Pussycat! Kill! Kill!“. Името е измислено от приятеля на Downe – Tracii Guns. Първоначално той го избира за име на новата си група след като напуска една от ранните версии на Guns N' Roses, в която е бил заедно с Axl Rose и Izzy Stradlin. Впоследствие получава предложение да реформира L.A.Guns и той отстъпва името на Downe.
След няколко промени в състава (включващи Мик Крипс, впоследсвие присединил се към L.A.Guns), Faster Pussycat формират следния състав: Taime Downe (вокали), Greg Steele (китара), Brent Muscat (китара), Kelly Nickels (бас) и Mark Michals (барабани).
Точно преди да запишат дебютния си албум, Nickels напуска групата за да се приседини към L.A.Guns и е заменен от Ерик Стейси (бивш член на Champagne). Така Faster Pussycat достигат най-популярния си състав.

### Възходът и славата (1987–1993)

#### Faster Pussycat (1987)
Групата издава дебютния си албум „Faster Pussycat“ през 1987. С него успяват да си изгради култов статус в Холивуд. Групата заснема клипове към синглите от дебютния си албум „Don't Change That Song“ и „Bathroom Wall“, които трайно влизат в програмната схема на MTV. В резултат на това славата има в щатите расте и младата група е привлечена като откриваща група за турнетата на изпълнители като Alice Cooper, David Lee Roth, и Motörhead, където промотира дебютния си албум. По това време реализират като хедлайнери и турнето 'Itch You Can't Scratch Tour", с откриваща група Reiss & Hard Liquor.
Downe заедно с Riki Rachtman е съсобственик на местния клуб „Cathouse“, където освен Faster Pussycat свирят и групи като Guns N' Roses и Kiss.
Също през 1987, Faster Pussycat участват в рок документалния филм на режисьорката Penelope Spheeris „The Decline of Western Civilization part 2 – The Metal Years“ заедно с групи като Aerosmith, Poison, Kiss, Megadeth, London. Освен интервю с групата във филма има и две изпълнения на живо – песните „Cathouse“ и „Bathroom Wall“ в клуба Cathouse.

#### Wake Me When It's Over (1989)
През 1989 Faster Pussycat издават най-успешния си албум „Wake Me When It's Over“. Албумът продава над 500 000 броя в щатите, с което достига златен статус. Първият клип в подкрепа на албума е към ситгъла „Poison Ivy“. Голяма заслуга за успеха на албума има баладата „House of Pain“, чийто клип не слиза от ротационната схема на MTV дълго време. В албума като гост музикант участва Amy Canyn – една от беквокалките на Mötley Crüe, а по-късно и съпруга на китариста им Mick Mars.
Докато групата е на турне през 1990, барабанистът им Mark Michals е арестуван в Омаха, Небраска за притежание на хероин. Той самия си изпраща с FedEx пратката от предишната точка на турнето. Пратката е проверена по време на транспортирането и ФБР я проследява до момента, в който Michals се подписва за нея в Омаха, Небраска, където групата трябва да има шоу в „MudBugs“ клуб същата вечер. Michals е уволнен от групата. Той е заменен до края на турнето от барабаниста Frankie Banali от Quiet Riot, който дори участва в клипа към хита „House of Pain“. След турнето Brett Bradshaw се присъединява към Faster Pussycat като пълноправен член.
Следват турнета с Kiss и Mötley Crüe. Направена е нова версия на клипа към „Poison Ivy“, в която всички кадри, в които се вижда Mark Michals, са заменени с кадри от турнетата с Brett Bradshaw.
През 1990 групата записва кавър версия на песента на Carly Simon „You're So Vain“ сборен албум за 40-годишнината на звукозаписната им компания Електра наречен Rubáiyát: Elektra's 40th Anniversary. Заснет е и клип към песента. Песента е включена и в мини албума от 1992 „Belted, Buckled And Booted“ заедно със сингъла „Nonstop To Nowhere“ и две неиздавани песни.

#### Whipped (1992)
През 1992 Faster Pussycat издават третия си албум „Whipped!“, който достига #90 в класациите. Направени са видеоклипове към „Nonstop To Nowhere“ и „Body Theif“. Докато първият от тях е в ротационната схема на MTV известно време, то вторият е свален само след няколко излъчвания поради прекалено мрачните кадри в него.